# Madhuca insignis
Madhuca insignis är en tvåhjärtbladig växtart som först beskrevs av Ludwig Radlkofer, och fick sitt nu gällande namn av Herman Johannes Lam. Madhuca insignis ingår i släktet Madhuca och familjen Sapotaceae. IUCN kategoriserar arten globalt som utdöd. Inga underarter finns listade i Catalogue of Life.